# Сен-Жульєн-де-Ра
Сен-Жульє́н-де-Ра (фр. Saint-Julien-de-Raz) — колишній муніципалітет у Франції, у регіоні Овернь-Рона-Альпи, департамент Ізер. Населення — 433 осіб (2011).
Муніципалітет був розташований на відстані близько 470 км на південний схід від Парижа, 80 км на південний схід від Ліона, 19 км на північ від Гренобля.

## Історія
До 2015 року муніципалітет перебував у складі регіону Рона-Альпи. Від 1 січня 2016 року належав до нового об'єднаного регіону Овернь-Рона-Альпи.
1 січня 2017 року Сен-Жульєн-де-Ра і Помм'є-ла-Пласетт було об'єднано в новий муніципалітет Ла-Сюр-ан-Шартрез.

## Демографія
Динаміка населення (INSEE ):
Розподіл населення за віком та статтю (2006):
| Стать | Всього | До 15 років | 15-24 | 25-44 | 45-64 | 65-85 | Понад 85 |
| --- | ------ | ----------- | ----- | ----- | ----- | ----- | -------- |
| Чоловіки | 218    | 28          | 16    | 83    | 79    | 12    | 0        |
| Жінки | 209    | 44          | 20    | 44    | 89    | 12    | 0        |
| \| Статево-вікова піраміда \| Статево-вікова піраміда \| Статево-вікова піраміда \| \| ----------------------- \| ----------------------- \| ----------------------- \| \| Чоловіки \| Вік \| Жінки \| \| 0 \| 85 + \| 0 \| \| 0 \| 80-84 \| 4 \| \| 4 \| 75-79 \| 4 \| \| 4 \| 70-74 \| 0 \| \| 4 \| 65-69 \| 4 \| \| 8 \| 60-64 \| 4 \| \| 16 \| 55-59 \| 27 \| \| 16 \| 50-54 \| 23 \| \| 39 \| 45-49 \| 35 \| \| 43 \| 40-44 \| 16 \| \| 12 \| 35-39 \| 16 \| \| 16 \| 30-34 \| 8 \| \| 12 \| 25-29 \| 4 \| \| 4 \| 20-24 \| 0 \| \| 12 \| 15-20 \| 20 \| \| 16 \| 10-14 \| 16 \| \| 12 \| 5-9 \| 16 \| \| 0 \| 0-4 \| 12 \| |        |             |       |       |       |       |          |
| Статево-вікова піраміда |        |             |       |       |       |       |          |
| Чоловіки | Вік    | Жінки       |       |       |       |       |          |
| 0 | 85 +   | 0           |       |       |       |       |          |
| 0 | 80-84  | 4           |       |       |       |       |          |
| 4 | 75-79  | 4           |       |       |       |       |          |
| 4 | 70-74  | 0           |       |       |       |       |          |
| 4 | 65-69  | 4           |       |       |       |       |          |
| 8 | 60-64  | 4           |       |       |       |       |          |
| 16 | 55-59  | 27          |       |       |       |       |          |
| 16 | 50-54  | 23          |       |       |       |       |          |
| 39 | 45-49  | 35          |       |       |       |       |          |
| 43 | 40-44  | 16          |       |       |       |       |          |
| 12 | 35-39  | 16          |       |       |       |       |          |
| 16 | 30-34  | 8           |       |       |       |       |          |
| 12 | 25-29  | 4           |       |       |       |       |          |
| 4 | 20-24  | 0           |       |       |       |       |          |
| 12 | 15-20  | 20          |       |       |       |       |          |
| 16 | 10-14  | 16          |       |       |       |       |          |
| 12 | 5-9    | 16          |       |       |       |       |          |
| 0 | 0-4    | 12          |       |       |       |       |          |

## Економіка
2010 року серед 287 осіб працездатного віку (15—64 років) 213 були активними, 74 — неактивними (показник активності 74,2%, у 1999 році було 70,8%). З 213 активних мешканців працювали 203 особи (108 чоловіків та 95 жінок), безробітними було 10 (4 чоловіки та 6 жінок). Серед 74 неактивних 30 осіб було учнями чи студентами, 21 — пенсіонерами, 23 були неактивними з інших причин.

У 2010 році в муніципалітеті числилось 181 оподатковане домогосподарство, у яких проживали 442,0 особи, медіана доходів виносила 23 735,5 євро на одного особоспоживача